# ویرژیل
پوبلیوس ورگیلیوس مارو یا ویرژیل (به لاتین: Publius Vergilius Maro، به فرانسوی: Virgile) (‎۱۵ اکتبر ۷۰ (پیش از میلاد) – ۲۱ سپتامبر ۱۹ (پیش از میلاد)) شاعر کلاسیک اهل جمهوری روم و نویسنده ترانه‌های روستایی (گئورکیک)، سرودهای شبانی و انئید واپسین شعر حماسی روم از دوازده کتاب که حماسه ملی امپراتوری روم شد.
نمایش افسانه‌ای ویرژیل راهنمای دانته برای ساخت دوزخ و برزخ در اثر حماسی او کمدی الهی بوده است.

## زندگی
ویرژیل در گالیا کیسالپینا در شمال ایتالیای کنونی زاده شد. او نخستین آموزش‌هایش را هنگامی که پنج سال داشت دید. هنگامی که بزرگ‌تر شد، او را به رم فرستادند تا در آنجا علم بدیع، پزشکی و ستاره‌شناسی بیاموزد.
در سال ۴۲ (پیش از میلاد) و با رخدادهای پس از ترور ژولیوس سزار، سربازانی که از حالت آماده‌باش درآمده بودند کشتزار پدری ویرژیل را در نزدیکی منتووا از دست خانواده ویرژیل درآوردند. در این زمان ویرژیل سرودهای شبانی را سرود که در میانه دهه ۳۰ (پیش از میلاد) در میان مردم پخش‌شد.
ویرژیل به زودی توانست پشتیبانی اوکتاویانوس را که مشغول جنگیدن با مارک آنتونی بود به دست آورد. با پایان سرودهای شبانی ویرژیل سال‌های ۳۷ تا ۲۹ (پیش از میلاد) را به سرایش ترانه‌های روستایی (گئورکیک) پرداخت و این مجموعه اشعار را به افتخار پشتیبان ادبی خود اکتاویانوس نگاشت. در ۳۱ (پیش از میلاد) اکتاویانوس سرانجام مارک آنتونی را در نبرد آکتیوم شکست داد و از سنای روم لقب آگوستوس را دریافت کرد. در این زمان آگوستوس از ویرژیل خواست تا حماسه‌ای دربارهٔ رژیم حکومتی وی بسراید.
ویرژیل ده سال پایانی زندگیش را به نگارش اِنه‌اید پرداخت. وی با آگوستوس به یونان رفت. در میان راه دچار تب شد و در بندر بروندیسیوم درگذشت. با مرگ او نگارش انئید ناتمام ماند. ویرژیل سپرده بود که نوشته‌اش را بسوزانند ولی آگوستوس فرمان داد که میرابرانش به خواست ویرژیل اعتنا نکنند.
آرامگاه او در ۲ مایلی شهر ناپل در ایتالیا جای گرفته است.

## دین
ویرژیل در شهر منتووا کنونی در شمال ایتالیا به دنیا آمده بود و ابتدا شهروند روم محسوب نمی‌شد تا اینکه ژولیوس سزار در سال ۴۹ قبل از میلاد قلمروی روم را گسترش داد. بسیاری از جنبه‌های دین، اعم از دین رومی و «خارجی» در سراسر آثارش مشهود است. به لطف قرائت مسیحی از کتاب چهارم، خود ویرژیل نیز نقش منحصر به فردی در تاریخ فکری و مذهبی به عنوان پلی بین دوران باستان پاگانیسم و مسیحیت ایفا می‌کند. در سال‌های اخیر، محققان بیشتری شروع به پیشنهاد کرده‌اند که ویرژیل نه‌تنها با یهودیت آشنایی داشته است، همان‌طور که رومیان تحصیل‌کرده عصر خود او بی‌تردید داشتند، بلکه به‌طور معناداری با ایده‌ها و متون آن در اشعار خود درگیر بوده است.
اثر او، انه‌اید بیانگر احساسات مذهبی و همچنین احساسات ملی روم است. انه‌اید به مشابه کتاب مقدس در دین رومی است. ویرژیل در انه‌اید یکی از بازماندگان تروا، یک اردوکشی را برای ساختن یک شهر جدید در ایتالیا رهبری کرد. این یک ماجراجویی پر اکشن، پر از خدایان و الهه‌های مهاجم، عشق، مرگ و تولد دوباره است. بر اساس آنچه در مورد رومی‌ها می‌دانیم، از یک رومی انتظار می‌رفت که؛ از اراده خدایان حمایت کنند، از شرافت دفاع کنند و برای جلال روم بجنگند. حتی اگر این به معنای فدا کردن جان خود و تولد دوباره باشد. رومی‌ها با اراده خدایان بسیار هماهنگ بودند. قرار نبود هیچ‌کس از اراده خدایان منصرف شود و اگر این کار را انجام دهند عواقب آن سخت خواهد بود. انه‌اید ویرژیل، بینشی را در مورد ذهن یک رومی، آنچه که آنها برای آن ایستاده بودند، و اینکه چگونه بینش خدایان را ارزشمند می‌دانستند، ارائه می‌دهد.

## نقش ویرژیل وانه‌ایددر شکل‌دادن به ایده‌های اروپایی در دین و سیاست

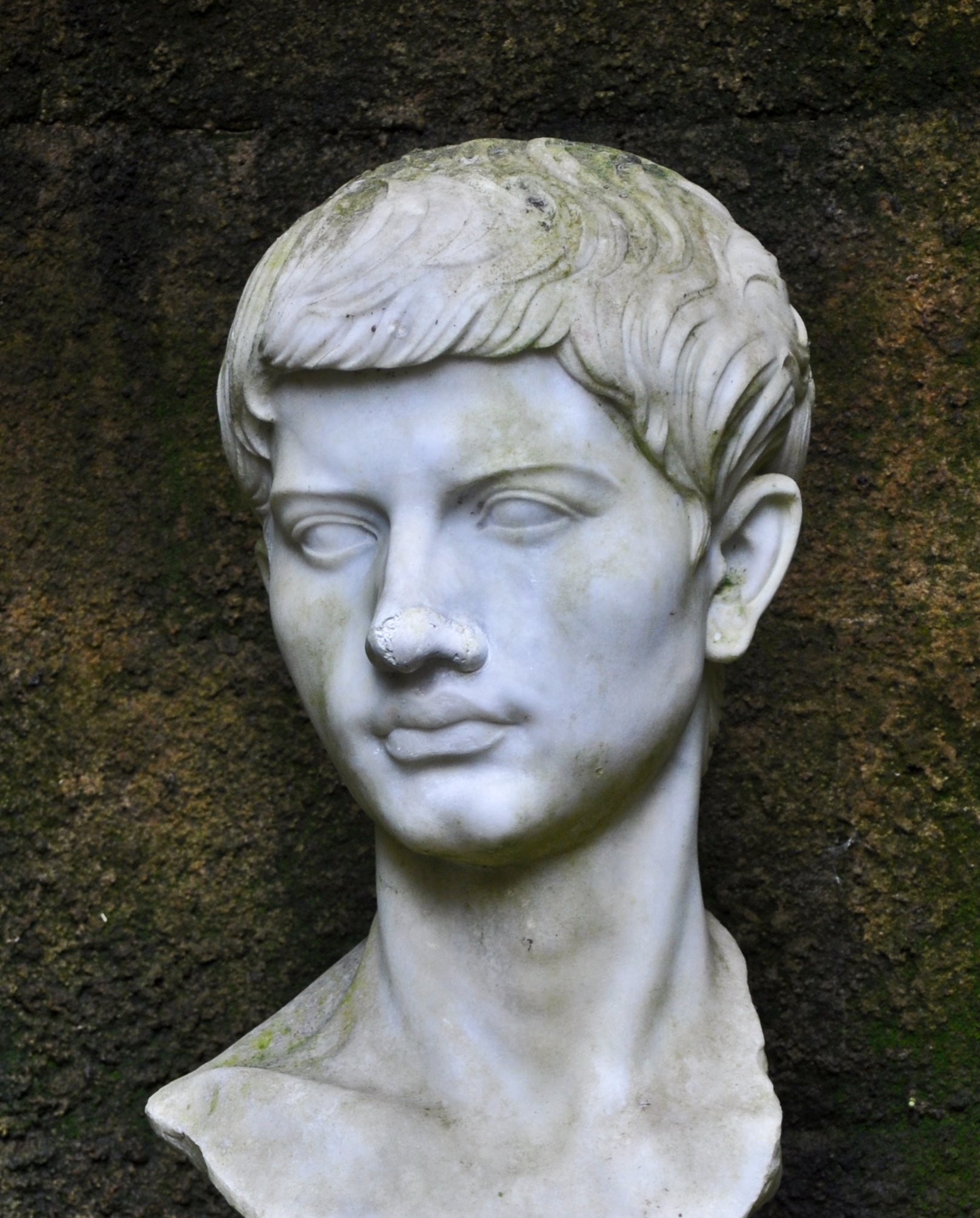
Bust of Virgil by Tito Angelini, Vergiliano park (Naples)

تأثیر انه‌اید در شکل‌دهی ایده‌های اروپایی بر دین و سیاست، بسیار زیاد بوده است. اعتقادات اصلی او به راحتی قابل کشف است. انه‌اید یک نهاد را ارج می‌گذارد، نه مانند هومر، یک شخص را. مردمی برگزیده و وظیفه‌شناس، نه یک قهرمان خودخواه. انه‌اید اطاعت رومی از یک مأموریت مقدر الهی را موعظه می‌کند و این امید را در دل دارد که حاملان آن مأموریت، تحت مشیت، برکت را برای همه بشریت به ارمغان خواهند آورد.
وقایع انه‌اید در دوره جنگ تروآ اتفاق می‌افتد، که معمولاً (و احتمالاً به درستی) به قرن ۱۲ قبل از میلاد مربوط می‌شود، ویرژیل نه تنها از تکنیک آخرالزمان کتاب مقدس به عنوان یک اثر ادبی بهره برد، او همچنین از آن برای اهداف اساساً مذهبی استفاده کرد، همان‌طور که نویسندگان آخرالزمان، کتاب مقدس چنین کردند.
آئنیاس قهرمان اصلی، نه به عنوان یک قهرمان حماسی سنتی، بلکه به عنوان ابزاری منظم و نهادینه شده برای سرنوشت به تصویر درآمده است. به این ترتیب او جنبه یک نماد را به دست می‌آورد که تمایل دارد او را از انسانیت معمولی جدا کند. او از طریق پسرش سیلویوس جد پادشاهان آلبا لونگا و رومولوس است و از طریق آسکانیوس، با دودمان ژولیو کلودین، خاندان امپراتور آگوستوس در ارتباط است. نه تنها به عنوان بنیانگذار این دو خط بزرگ، بلکه به عنوان پدر و مادر مردم روم (که به‌طور قابل توجهی «فرزندان آئنیاس» نامیده می‌شوند)، باید تمام فضایلی را که فرزندانش به ارث می‌برند در درون خود داشته باشد.
در یک‌کلام، انه‌اید دارای شخصیت یک کتاب مقدس است که رقبای این کتاب در حماسه از اهمیت آن برخوردار نیستند. این داستان نه تنها به عنوان متن ادبی بلکه به عنوان نوعی میهن‌پرستی که به یک دین ارتقا یافته است، باید مورد توجه قرار بگیرد. در هیچ‌کجای ادبیات کلاسیک پیشین، تاریخ سکولار به وضوح چنین طرح الهی در داستان تنیده نشده است. برای تشابه واقعی با آئنیاس به عنوان یک قهرمان ملی مقدس، باید از مرزهای آن در ادبیات فراتر رفت.
در شرق، و در میان نوادگان مردم مغرور که فتوحات اسکندر آنها را به قوم‌های فرودست تقلیل داده بود، چنین مفهومی از قهرمان ملی که در اینجا به آن توجه داریم، پدید آمد. در نتیجه این فتوحات، فرهنگ به درجه بی‌نظیری از یکنواختی بیرونی در سراسر جهان هلنیستی رسید، اما غرور به سنت‌های ملی ناهمگون پابرجا بود و در میان مردمانی که استقلال سیاسی‌شان سرکوب شده بود، احساس نیازی برای اثبات قدمت و منزلت سنت‌های ملی فردی در برابر سنت‌های رقیب که اصلی‌ترین آنها یونانی بود، می‌شد که با انگیزه‌های دینی مرتبط بود. این نیاز با برخورد تخیلی با شخصیت‌های دوردستی مانند سمیرامیس آشوری، سسوستریس مصر، «مانس فریگی»، نی‌نوس بابلی برآورده شد. اگرچه این آثار تقریباً به‌طور کامل از بین رفته‌اند، شخصیت آنها به عنوان تبلیغات ناسیونالیستی مشخص است، و آنها به وضوح بر رمان‌های عاشقانه یونانی تأثیر گذاشته‌اند که متونی مربوط به این شخصیت‌ها در این رمان‌ها موجود است. در آثار قبلی، قهرمانان منفرد، ظاهراً یک نفر برای هر قوم، از گذشته‌ای دور (شخصیت‌هایی که نام برده شد، همگی مربوط به هرودوت بودند) در داستان‌های خیالی با ترکیب‌های معجزه‌آسا تجلیل می‌شدند، و این داستان‌ها به کانونی برای بقای فرهنگی تبدیل شدندکه به خوانندگان این داستان‌ها نسبت به گذشته خود احساس افتخار می‌داد و به آنها کمک می‌کرد تا وضعیت دگرگونه شده دوراه خود را تحمل کنند.
از میان تمام تلاش‌های ادبی محاسبه‌شده برای تضمین بقای فرهنگی اقلیت‌های ملی افسرده در جهان هلنیستی، ما بقایای آن را داریم و به بهترین وجه دربارهٔ آنچه که یهودیان و به‌ویژه جامعه یهودی اسکندریه تولید کرده‌اند، مطلع هستیم. از زمان بطلمیوس فیلادلفوس به بعد، این گروه خود را وقف تولید مجموعه‌ای از ادبیات دفاعیات کرد و هفتادگانی را می‌توان نمونه‌ای از آن دانست که برای نشان دادن قدمت و شایستگی‌های بالای سنت یهودی طرح شده بود. بیشتر این نوشته‌ها در مقوله «تاریخ» بود که به‌طور قابل توجهی به موسی علاقه و توجه داشت.
از سلسله قهرمانان افسانه ای که توسط نوادگان مردمان غیر هلنی خاور نزدیک تجلیل می‌شود، موسی است که به احتمال زیاد برای ویرژیل نویسنده کتاب انه‌اید شناخته شده است، و مسلماً موسی است که واضح‌ترین الگو را برای «آئنیاس» ارائه می‌دهد. هر کدام تحت تعلیم الهی، قوم برگزیده ای را از اسارت یا شکست هدایت می‌کنند، و آنها را با سفری سخت تربیت می‌کنند که در طی آن، سرنوشت قوم و نوع رفتار لازم برای رسیدن به آن سرنوشت، بارها و بارها به وسیله عوامل ماوراء طبیعی به رهبران ابلاغ می‌شود. مأموریت آنها نه تنها حیثیت مردم خود را بازمی‌گرداند، بلکه برکت را برای همه بشریت به ارمغان می‌آورد. همچنین «سرزمین موعود» قرار بود مبنای این مأموریت باشد و باید از قبایل اشغالگر بازپس گرفته شود. اما با این تفاوت که داردانوس (پسر زئوس) از پیش و در اصل تروا را در ایتالیا تأسیس کرده بود. در سنت یونانی و رومی نمی‌توان چنین رهبر ملی و قانونگذار هدایت شده الهی را یافت. نزدیکترین شخصیت به موسی، لیکورگوس در آثار پلوتارک است که گفته می‌شود طبق دستورهایی که در دلفی دریافت کرده بود، حکومت اسپارت را تأسیس کرد. به اسکندر مقدونی نیز توسط مردمانی که او فتح کرد، اما نه توسط خود یونانیان، چیزی شبیه به یک رهبر الهی اعطا شده بود اما پلوتارک و سایر نویسندگان یونانی عمداً او را بیش از حد انسان نشان می‌دهند. شباهت آئنیاس با موسی و موضوع آخرالزمان در هر دو داستان ممکن است تصادفی باشد. با این حال، به نظر می‌رسد که ویرژیل عمیقاً تحت تأثیر سنت یهودی بوده است.
تحت سلطه تو، هر گونه اثر ماندگار گناه ما باطل می‌شود و زمین را از هراس مداوم رها می‌کند. زمین موهبت زندگی الهی را خواهد داشت، قهرمانانی را خواهد دید که با خدایان آمیخته شده‌اند و خود توسط آنها دیده خواهد شد و بر جهانی حکومت خواهد کرد که شجاعت پدرش صلح را به آن رساند.
این شعر بیش از هر قطعه دیگری با طول مشابه از کنستانتین بزرگ و آگوستین تا عصر نقد مدرن در ادبیات کلاسیک مورد بحث قرار گرفته است. نویسندگان مسیحی این شعر کوتاه را به عنوان پیشگویی از تولد عیسی تعبیر کرده‌اند. پژوهشگران مدرن نشان داده‌اند که برای منشأ مفهوم نجات‌دهنده اشاره باید به یک کودک رومی باشد. با این حال، منشأ و اصل بدیهی این متن کتاب اشعیا است و هیچ دلیلی برای رد این احتمال وجود ندارد که ویرژیل ممکن است از آن یا حداقل از گمانه‌زنی‌های مسیحایی ناشی از آن اطلاع داشته باشد. سواحل کامپانیا در ایتالیا، جایی که او اقامت گزید، فضایی کاملاً فلسطینی داشت و بسیاری از یهودیان در زمان ویرژیل در آنجا زندگی می‌کردند. مطمئناً به اندازه کافی امکان آشنایی با مجموعه ایده‌های یهودی وجود داشت که این احتمال را ایجاد می‌کند که مردی هوشیار نسبت به چنین تصوراتی، همان‌طور که ویرژیل آشکارا چنین بود، بتواند از آنها بیاموزد. این ایده‌ها هستند که به انه‌اید جدیت، قدرت و تأثیر اصلی آن را می‌بخشند. در حوزه‌های فکری مهمی که دین با سیاست ادغام می‌شود، ویرژیل واسطه و پلی مستقیم‌تر و مؤثرتر و کمتر تحریف‌کننده‌تر بین یهودیت و اروپا نسبت به خود مسیحیت بوده است.
اعتقاد به تأیید فراطبیعی یک گروه ملی خاص و به اقتدار ماوراء طبیعی مؤسس آن و محکومیت همزمان انتخابات ملی به عنوان ابزار ویژه اراده و خواست و مسئولیت در قبال یک مأموریت مقدر الهی، مجموعه ای از افکاری را تشکیل می‌دهد که بسیار آشنا هستند. آنها توسعه یافته طبیعی نهادهای بومی اروپایی نیستند. آنها کاملاً با نظریه و عمل کلاسیک یونان بیگانه هستند. در قرن سوم پیش از میلاد، زنون رواقی، که منشأ سامی (قوم) داشت، رؤیای جهانی را در سر می‌پروراند که دیگر نباید از دولت‌های جداگانه تشکیل شده باشد، بلکه یک شهر بزرگ تحت یک قانون الهی باشد، جایی که همه شهروندان و اعضای یکدیگر باشند که با رضایت خود به هم پیوسته‌اند. رواقی‌ها نیز مانند بدبین‌های قبل از خود بر برابری انسان‌ها پافشاری می‌کردند، اما در جایی که بدبین‌های فلسفی تمایل داشتند از مشارکت فعال در دولت کناره‌گیری کنند، رواقی‌ها دریافتند که آرمان برادری آنها تنها از طریق دولت ملی و نه با انکار آن قابل دستیابی است.
در پاسخ به یک موقعیت سیاسی خاص - در اصل نخستین امپراتور روم، آگوستوس - بود که آرمان رواقی با کاربردهای رومی تطبیق داد. برای اولین بار - و پس از یک دوره بحران شدید و درگیری خونین داخلی و خارجی - جهان مدیترانه با پیوندهای صلح آگوستوس متحد شد. به نظر می‌رسید که مبنای کاملی برای تحقق آرمان رواقی فراهم شده بود و آن آرمان نیز به نوبه خود زمینه ای را برای تشکیل یک حکومت جهانی فراهم می‌کرد. آگوستوس و مردانش در واقع از مقدمات نظریه رواقی استفاده کردند. رومیان نیز مانند دیگرانی که از دکترین جذاب ابعاد جهانی برای منافع ملی‌گرایانه استفاده کردند و آن را برای خدمت به جاه‌طلبی‌های خاص روم و آگوستوس تحریف کردند. شاید به همین دلیل بود که این آرمان در نهایت تکه‌تکه شد و ده‌ها ملیت کمتر قدرتمند ادعا کردند که در هژمونی روم جانشین هستند. اما برای معاصرانی که از هرج و مرج و بی‌رحمی جنگ‌های داخلی قرن اول پیش از میلاد ناامید شده بودند، به نظر می‌رسید که نظام جدید منادی عصر طلایی باشد.
پیامدهای بسیار عملی برنامه آگوستوس کار سیاستمداران بود، اما، این ویرژیل بود که بر جنبه‌های مذهبی مأموریت رومیان به عنوان انجام یک نقشه الهی، و انجمن‌های ماوراء طبیعی آئنیاس (که نمونه اولیه آگوستوس است) به عنوان عامل آن نقشه تأکید کرد و از امپراتوری روم بود که اروپا بعداً ایده حمایت فراطبیعی از سرنوشت ملی را به ارث برد.
چه ویرژیل اولین رومی باشد که به این نظام جدید اشاره کرده باشد یا نه، او مطمئناً محترم‌ترین و مؤثرترین سخنگوی آن، چه در قرن‌های خود و چه در قرن‌های بعدی بود. هیچ شاعری در تاریخ از چنین اعتبار و اقتداری برخوردار نبوده است. تسلط او بر شاعران بعدی و شهرت او به اندازه شکسپیر بود و تأثیر او بر جهان‌بینی بیشتر از او بود. برای قرون وسطی ویرژیل چیزی بیش از یک شاعر بود: او عملاً به مقام قداست ارتقا یافت و پیشگویی ویرژیل (که با باز کردن صفحات شعر او به‌طور تصادفی انجام می‌شد) به عنوان فال و راهنمای معتبر برای عمل مورد مشورت قرار می‌گرفت.
هیچ پاگان دیگری به چز ویرژیل نمی‌توانست دانته را به نحو شایسته‌تری در جهنم راهنمایی کند و پاهایش را در مسیر مکاشفه آخرالزمانی بگذارد.
هنگامی که اروپایی‌ها که می‌خواستند حق الهی پادشاهان را توجیه کنند، همان‌طور که گاهی انجام می‌دادند، مستقیماً به داستان‌های خاندان داوود و مکابیان در کتاب مقدس و آپوکریفا روی می‌آوردند اما بافت اندیشه سیاسی معمولی، میراث آرمان رومی بود که در اوایل امپراتوری روم به دست ویرژیل بیان شده بود. این آرمان توسط منابع یهودی پیشنهاد شده بود و ویرژیل خود عامل اصلی انتقال آن به آیندگان بود. به معنای واقعی گفت که او رسول یهودیت برای ملت‌های اروپا بود و ارزش‌های جاودانه موسی و پیامبران را وارد زندگی سیاسی جهان غرب کرد.